# Cesar Sejnej
Cesar Sejnej (清寧天皇 Sejnej-tenno) je 22. japonski cesar v skladu s tradicionalnim nasledstvom.
Njegovem vladanju ne moremo pripisati točnih datumov, a naj bi po konvencijah vladal med leti 480 in 484.

## Legenda
Sejnej je bil monarh iz 5. stoletja. Vladavina 29. cesarja Kinmeja je prva, ki ji pripisujejo točne in preverljive datume. Konvencionalno sprejeti datumi izhajajo iz časa cesarja Kanmuja, 50. cesarja dinastije Jamato.
Po Kodžikiju in Nihon Šokiju je bil sin cesarja Jurjakuja in njegove družice Kacuragi no Karahime. Sejnejeva sestra je bila princesa Takuhatahime. Ob rojstvu se je imenoval Širaka. Od rojstva naj bi imel bele lase. Po smrti očeta je zmagal boj proti svojem bratu princu Hišikavu in nasledil očeta na prestolu.
Njegov dejanski naziv je bil verjetno Sumeramikoto ali Amenošita Širošimesu Okimi (治天下大王, "veliki kralj, ki vlada pod nebesi"), saj se naziv tenno pojavi šele v času cesarja Tenmuja in cesarice Džito. Lahko da so ga nazivali z Jamato Okimi (ヤマト大王/大君, "veliki kralj Jamata"). Cesar ni imel otrok, a je posvojil dva vnuka cesarja Ričuja, princa Okeja in Vokeja za dediča.
Dejansko mesto Sejnejevega groba ni znano. Tradicionalno ga častijo v spominskem šintoističnem svetišču (misasagi) v Osaki. Cesarska hiša je posvetila to lokacijo kot njegov mavzolej. Uradno se imenuje Kavači no Sakado no hara no misasagi.